# 沙爾姆貝克巴赫河

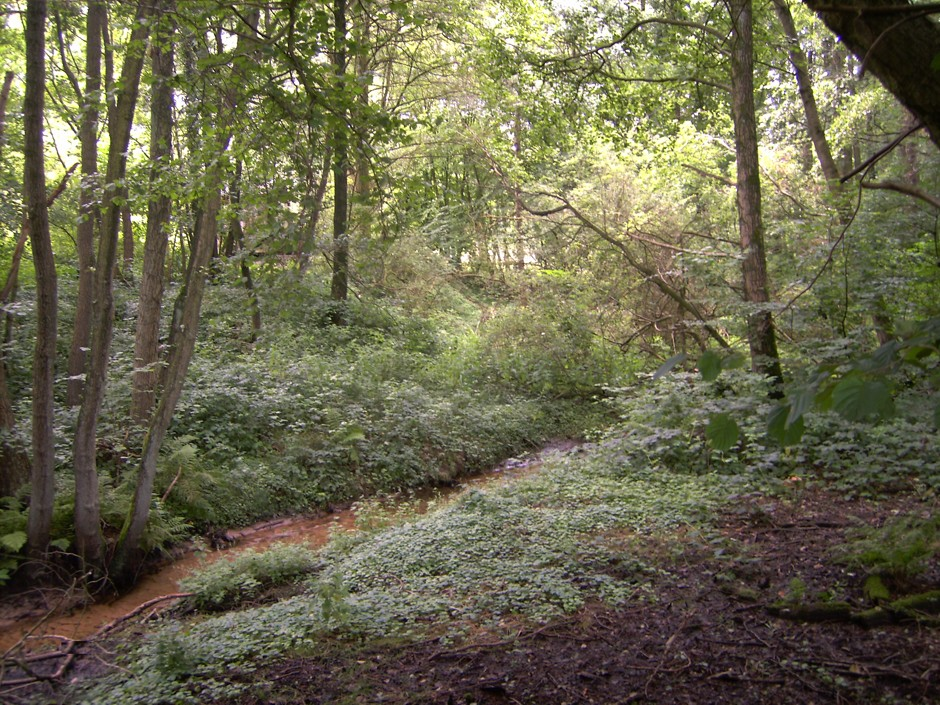
沙爾姆貝克巴赫河

53°11′50″N 8°48′26″E / 53.197253843882784°N 8.807194232940674°E
沙爾姆貝克巴赫河（德語：Scharmbecker Bach），是德國的河流，位於該國西北部，由下薩克森州負責管轄，屬於哈默河的支流，河道全長7.5公里，河口處在奧斯特霍爾茨-沙姆貝克以南。